# Delegati dall'Illinois al Congresso degli Stati Uniti d'America

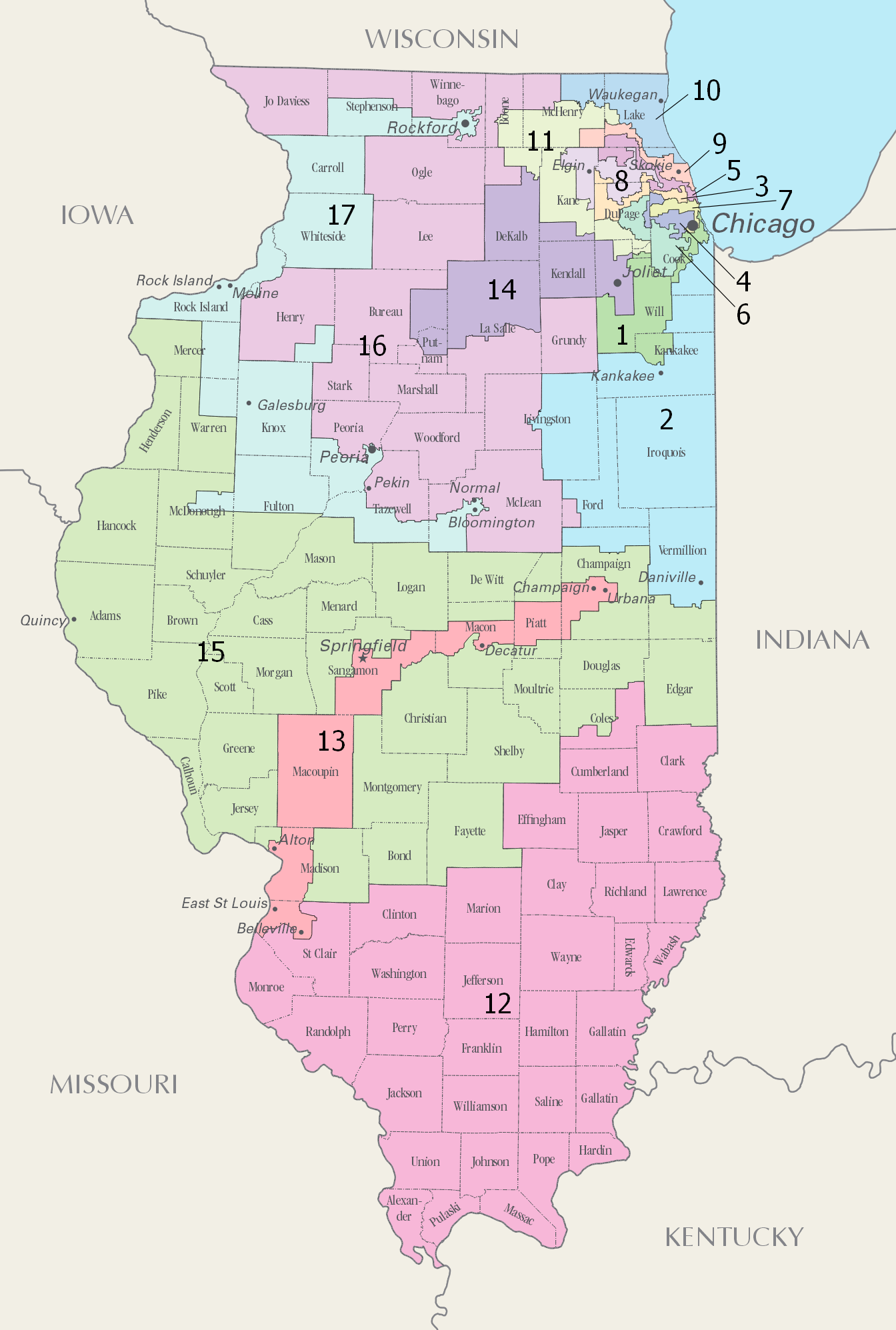
Distretti dell'Illinois dal 2023

Sin dall'ammissione all'Unione come stato nel 1818, l'Illinois ha inviato delegazioni al Senato degli Stati Uniti ed alla Camera dei rappresentanti. Ogni stato elegge due senatori con mandati di sei anni e quelli dell'Illinois appartengono alle classi 2 e 3. I membri della Camera hanno mandati di due anni e il loro numero è proporzionale alla popolazione dello stato; per questo motivo, la rappresentanza dell'Illinois alla Camera è variata molto nel corso dei decenni, passando da un minimo di un deputato ad un massimo di 26 deputati; oggi conta 17 deputati, in base ai dati dell'ultimo censimento del 2020, che ha comportato la perdita di un deputato rispetto al decennio precedente. Prima di divenire uno stato, il Territorio dell'Illinois dal 1812 al 1818 eleggeva un delegato senza diritto di voto al Congresso.

## Camera dei rappresentanti

### Delegati attuali
La delegazione alla camera dei rappresentanti ha un totale di 17 membri in carica, 3 repubblicani e 14 democratici.
| Distretto | Rappresentante      | Partito      | CPVI (2025) | Inizio mandato             | Mappa del distretto |
| --------- | ------------------- | ------------ | ----------- | -------------------------- | ------------------- |
| 1°        | Jonathan Jackson    | Democratico  | D+18        | 3 gennaio 2023             |                     |
| 2°        | Robin Kelly         | Democratico  | D+18        | 9 aprile 2013              |                     |
| 3°        | Delia Ramirez       | Democratico  | D+17        | 3 gennaio 2023 - in carica |                     |
| 4°        | Chuy García         | Democratico  | D+17        | 3 gennaio 2019             |                     |
| 5°        | Mike Quigley        | Democratico  | D+19        | 7 aprile 2009              |                     |
| 6°        | Sean Casten         | Democratico  | D+3         | 3 gennaio 2019             |                     |
| 7°        | Danny K. Davis      | Democratico  | D+34        | 3 gennaio 1997             |                     |
| 8°        | Raja Krishnamoorthi | Democratico  | D+5         | 3 gennaio 2017             |                     |
| 9°        | Jan Schakowsky      | Democratico  | D+19        | 3 gennaio 1999             |                     |
| 10°       | Brad Schneider      | Democratico  | D+12        | 3 gennaio 2017             |                     |
| 11°       | Bill Foster         | Democratico  | D+6         | 3 gennaio 2013             |                     |
| 12°       | Mike Bost           | Repubblicano | R+22        | 3 gennaio 2015             |                     |
| 13°       | Nikki Budzinski     | Democratico  | D+5         | 3 gennaio 2023             |                     |
| 14°       | Lauren Underwood    | Democratico  | D+3         | 3 gennaio 2019             |                     |
| 15°       | Mary Miller         | Repubblicano | R+20        | 3 gennaio 2021             |                     |
| 16°       | Darin LaHood        | Repubblicano | R+11        | 10 settembre 2015          |                     |
| 17°       | Eric Sorensen       | Democratico  | D+3         | 3 gennaio 2023             |                     |

## Senato degli Stati Uniti d'America
| Senatore                  | Congresso                | Senatore                 |
| Classe 2                  | Congresso                | Classe 3                 |
| ------------------------- | ------------------------ | ------------------------ |
| Jesse B. Thomas (D-R)     | 15                       | Ninian Edwards (D-R)     |
| Jesse B. Thomas (D-R)     | 16                       | Ninian Edwards (D-R)     |
| Jesse B. Thomas (D-R)     | 17                       | Ninian Edwards (D-R)     |
| Jesse B. Thomas (D-R)     | 18                       | Ninian Edwards (D-R)     |
| Jesse B. Thomas (D-R)     | John McLean (D-R)        |                          |
| Jesse B. Thomas (Anti-J)  | 19                       | Elias Kane (J)           |
| Jesse B. Thomas (Anti-J)  | 20                       | Elias Kane (J)           |
| John McLean (J)           | 21                       | Elias Kane (J)           |
| David J. Baker (J)        | 21                       | Elias Kane (J)           |
| John M.Robinson (J)       | 21                       | Elias Kane (J)           |
| 22                        |                          | Elias Kane (J)           |
| 23                        |                          | Elias Kane (J)           |
| 24                        | William Lee D. Ewing (J) |                          |
| 24                        | Richard M. Young (D)     |                          |
| John M.Robinson (D)       |                          |                          |
| 25                        |                          |                          |
| 26                        |                          |                          |
| Samuel McRoberts (D)      | 27                       |                          |
| Samuel McRoberts (D)      | 28                       | Sidney Breese (D)        |
| James Semple (D)          | 28                       | Sidney Breese (D)        |
| 29                        |                          | Sidney Breese (D)        |
| Stephen A. Douglas (D)    | 30                       | Sidney Breese (D)        |
| Stephen A. Douglas (D)    | 31                       | James Shields (D)        |
| Stephen A. Douglas (D)    | 32                       | James Shields (D)        |
| Stephen A. Douglas (D)    | 33                       | James Shields (D)        |
| Stephen A. Douglas (D)    | 34                       | Lyman Trumbull (D)       |
| Stephen A. Douglas (D)    | 35                       | Lyman Trumbull (R)       |
| Stephen A. Douglas (D)    | 36                       | Lyman Trumbull (R)       |
| Stephen A. Douglas (D)    | 37                       | Lyman Trumbull (R)       |
| Orville Browning (R)      |                          | Lyman Trumbull (R)       |
| William A. Richardson (D) |                          | Lyman Trumbull (R)       |
| 38                        |                          | Lyman Trumbull (R)       |
| Richard Yates (R)         | 39                       | Lyman Trumbull (R)       |
| Richard Yates (R)         | 40                       | Lyman Trumbull (R)       |
| Richard Yates (R)         | 41                       | Lyman Trumbull (R)       |
| John A. Logan (R)         | 42                       | Lyman Trumbull (R)       |
| John A. Logan (R)         | 43                       | Richard J. Oglesby (R)   |
| John A. Logan (R)         | 44                       | Richard J. Oglesby (R)   |
| David Davis (I)           | 45                       | Richard J. Oglesby (R)   |
| David Davis (I)           | 46                       | John A. Logan (R)        |
| David Davis (I)           | 47                       | John A. Logan (R)        |
| Shelby Moore Cullom (R)   | 48                       | John A. Logan (R)        |
| Shelby Moore Cullom (R)   | 49                       | John A. Logan (R)        |
| Shelby Moore Cullom (R)   | 50                       | Charles B. Farwell (R)   |
| Shelby Moore Cullom (R)   | 51                       | Charles B. Farwell (R)   |
| Shelby Moore Cullom (R)   | 52                       | John M. Palmer (D)       |
| Shelby Moore Cullom (R)   | 53                       | John M. Palmer (D)       |
| Shelby Moore Cullom (R)   | 54                       | John M. Palmer (D)       |
| Shelby Moore Cullom (R)   | 55                       | William E. Mason (R)     |
| Shelby Moore Cullom (R)   | 56                       | William E. Mason (R)     |
| Shelby Moore Cullom (R)   | 57                       | William E. Mason (R)     |
| Shelby Moore Cullom (R)   | 58                       | Albert J. Hopkins (R)    |
| Shelby Moore Cullom (R)   | 59                       | Albert J. Hopkins (R)    |
| Shelby Moore Cullom (R)   | 60                       | Albert J. Hopkins (R)    |
| Shelby Moore Cullom (R)   | 61                       | William Lorimer (R)      |
| Shelby Moore Cullom (R)   | 62                       | William Lorimer (R)      |
| J. Hamilton Lewis (D)     | 63                       | Lawrence Y. Sherman (R)  |
| J. Hamilton Lewis (D)     | 64                       | Lawrence Y. Sherman (R)  |
| J. Hamilton Lewis (D)     | 65                       | Lawrence Y. Sherman (R)  |
| Medill McCormick (R)      | 66                       | Lawrence Y. Sherman (R)  |
| Medill McCormick (R)      | 67                       | William B. McKinley (R)  |
| Medill McCormick (R)      | 68                       | William B. McKinley (R)  |
| Charles S. Deneen (R)     |                          | William B. McKinley (R)  |
| 69                        |                          | William B. McKinley (R)  |
| Frank L. Smith (R)        |                          |                          |
| 70                        | Vacante                  |                          |
| 71                        | Otis F. Glenn (R)        |                          |
| J. Hamilton Lewis (D)     | Otis F. Glenn (R)        | 72                       |
| J. Hamilton Lewis (D)     | 73                       | William H. Dieterich (D) |
| J. Hamilton Lewis (D)     | 74                       | William H. Dieterich (D) |
| J. Hamilton Lewis (D)     | 75                       | William H. Dieterich (D) |
| J. Hamilton Lewis (D)     | 76                       | Scott W. Lucas (D)       |
| James M. Slattery (D)     | 76                       | Scott W. Lucas (D)       |
| Charles Brooks (R)        | 76                       | Scott W. Lucas (D)       |
| 77                        |                          | Scott W. Lucas (D)       |
| 78                        |                          | Scott W. Lucas (D)       |
| 79                        |                          | Scott W. Lucas (D)       |
| 80                        |                          | Scott W. Lucas (D)       |
| Paul Douglas (D)          | 81                       | Scott W. Lucas (D)       |
| Paul Douglas (D)          | 82                       | Everett Dirksen (R)      |
| Paul Douglas (D)          | 83                       | Everett Dirksen (R)      |
| Paul Douglas (D)          | 84                       | Everett Dirksen (R)      |
| Paul Douglas (D)          | 85                       | Everett Dirksen (R)      |
| Paul Douglas (D)          | 86                       | Everett Dirksen (R)      |
| Paul Douglas (D)          | 87                       | Everett Dirksen (R)      |
| Paul Douglas (D)          | 88                       | Everett Dirksen (R)      |
| Paul Douglas (D)          | 89                       | Everett Dirksen (R)      |
| Charles H. Percy (R)      | 90                       | Everett Dirksen (R)      |
| Charles H. Percy (R)      | 91                       | Everett Dirksen (R)      |
| Charles H. Percy (R)      | Ralph Tyler Smith (R)    |                          |
| Charles H. Percy (R)      | Adlai Stevenson III (D)  |                          |
| Charles H. Percy (R)      | 92                       |                          |
| Charles H. Percy (R)      | 93                       |                          |
| Charles H. Percy (R)      | 94                       |                          |
| Charles H. Percy (R)      | 95                       |                          |
| Charles H. Percy (R)      | 96                       |                          |
| Charles H. Percy (R)      | 97                       | Alan J. Dixon (D)        |
| Charles H. Percy (R)      | 98                       | Alan J. Dixon (D)        |
| Paul Simon (D)            | 99                       | Alan J. Dixon (D)        |
| Paul Simon (D)            | 100                      | Alan J. Dixon (D)        |
| Paul Simon (D)            | 101                      | Alan J. Dixon (D)        |
| Paul Simon (D)            | 102                      | Alan J. Dixon (D)        |
| Paul Simon (D)            | 103                      | Carol Moseley Braun (D)  |
| Paul Simon (D)            | 104                      | Carol Moseley Braun (D)  |
| Dick Durbin (D)           | 105                      | Carol Moseley Braun (D)  |
| Dick Durbin (D)           | 106                      | Peter Fitzgerald (R)     |
| Dick Durbin (D)           | 107                      | Peter Fitzgerald (R)     |
| Dick Durbin (D)           | 108                      | Peter Fitzgerald (R)     |
| Dick Durbin (D)           | 109                      | Barack Obama (D)         |
| Dick Durbin (D)           | 110                      | Barack Obama (D)         |
| Dick Durbin (D)           | 111                      | Roland Burris (D)        |
| Dick Durbin (D)           | 111                      | Mark Kirk (R)            |
| Dick Durbin (D)           | 112                      |                          |
| Dick Durbin (D)           | 113                      |                          |
| Dick Durbin (D)           | 114                      |                          |
| Dick Durbin (D)           | 115                      | Tammy Duckworth (D)      |
| Dick Durbin (D)           | 116                      | Tammy Duckworth (D)      |
| Dick Durbin (D)           | 117                      | Tammy Duckworth (D)      |
| Dick Durbin (D)           | 118                      | Tammy Duckworth (D)      |
| Dick Durbin (D)           | 119                      | Tammy Duckworth (D)      |